# Ictinogomphus dundoensis
Ictinogomphus dundoensis är en trollsländeart. Ictinogomphus dundoensis ingår i släktet Ictinogomphus och familjen flodtrollsländor. IUCN kategoriserar arten globalt som livskraftig.

## Underarter
Arten delas in i följande underarter:
- I. d. dundoensis
- I. d. guyi